# 763
763 هي سنة بسيطة تبدأ يوم السبت حسب التقويم اليولياني.

## أحداث

### حسب المكان

#### أوروبا
أغسطس

#### الخلافة العباسية
21 يناير

#### آسيا
17 أكتوبر
18 نوفمبر

## مواليد
- الخليفة هارون الرشيد

## وفيات
- هشام بن عروة